# Okres Zwoleń
Okres Zwoleń (polsky Powiat zwoleński) je okres v polském Mazovském vojvodství. Rozlohu má 571,24 km² a v roce 2020 zde žilo 36 026 obyvatel. Sídlem správy okresu je město Zwoleń.

## Gminy
Městsko-vesnické:
- Kazanów
- Zwoleń

Vesnické:
- Policzna
- Przyłęk
- Tczów

## Města
- Kazanów
- Zwoleń

## Demografie
Počet obyvatel (informace z 30. června 2005):
|         | Celkem | Celkem | Ženy   | Ženy  | Muži   | Muži  |
|         | Osob   | %      | Osob   | %     | Osob   | %     |
| ------- | ------ | ------ | ------ | ----- | ------ | ----- |
| Celkem  | 37 232 | 100    | 18 723 | 50,29 | 18 509 | 49,71 |
| Město   | 8 164  | 100    | 21,93  | 11,42 | 3 913  | 10,51 |
| Vesnice | 29 068 | 100    | 14 472 | 38,87 | 14 596 | 39,20 |